# هوكتو نو كين (لعبة فيديو 2005)
هوكتو نو كين (باليابانية: 北斗の拳)، هي لعبة فيديو من تطوير ستوديو آرك سيستمس وركز اليابانية نشرتها شركة سيجا، في سنة 2005 صدرت اللعبة على صالات الآركيد في اليابان، ثم صدرت على المنصة المنزلية الحصرية للبلاي ستيشن 2 سنة 2007، وهي لعبة قتالية تُشبه لعبة ستريت فايتر 2.

## المواقع الخارجية
- Hokuto no Ken PlayStation 2 version's website  اليابان - The game's website
- Hokuto no Ken Arcade version's website  اليابان - The game's website
- Sega Amusement USA page of the game - Contains downloadable flyer.
- Arc System Works official website  اليابان - Arc System Works official website
- Hokuto no Ken PS2 bonus disc info